# Myrciaria pilosa
Myrciaria pilosa là một loài thực vật có hoa trong Họ Đào kim nương. Loài này được Sobral & Couto mô tả khoa học đầu tiên năm 2006.